# The Mask of Love
The Mask of Love est un film muet américain réalisé par Joseph De Grasse et sorti en 1917.

## Fiche technique
- Réalisation : Joseph De Grasse
- Date de sortie : États-Unis : 1917

## Distribution
- Lon Chaney : Marino
- Pauline Bush : Carlotta